# Babiana namaquensis
Babiana namaquensis är en irisväxtart som beskrevs av John Gilbert Baker. Babiana namaquensis ingår i släktet Babiana och familjen irisväxter. Inga underarter finns listade i Catalogue of Life.